# Mistrzostwa Polski w Narciarstwie Alpejskim 2012
Mistrzostwa Polski w Narciarstwie Alpejskim 2012, właśc. Międzynarodowe Mistrzostwa Polski w Narciarstwie Alpejskim 2012 – 79. edycja mistrzostw, która odbyła się w międzynarodowej obsadzie się na stokach Jaworzyny Krynickiej w Krynicy-Zdroju w dniach 14–16 marca 2012 roku.

## Medaliści

### Mężczyźni
| Konkurencja   | Złoto                                 | Wynik   | Srebro                              | Wynik   | Brąz                                 | Wynik   |
| ------------- | ------------------------------------- | ------- | ----------------------------------- | ------- | ------------------------------------ | ------- |
| Slalom gigant | Jakub Ilewicz AZS-AWF Katowice        | 1:39,77 | Mateusz Garniewicz Malta-Ski Poznań | 1:39,80 | Wojciech Szczepanik AZS-AWF Katowice | 1:41,34 |
| Slalom        | Michał Jasiczek SNA Ski Team Zakopane | 1:28,83 | Michał Kałwa AZS-AWF Katowice       | 1:30,72 | Jakub Ilewicz AZS-AWF Katowice       | 1:30,95 |
| Supergigant   | Michał Kłusak AZS Zakopane            | 51,44   | Michał Kałwa AZS-AWF Katowice       | 52,14   | Jakub Kłusak AZS Zakopane            | 52,33   |
| Kombinacja    | Michał Kałwa AZS-AWF Katowice         | 1:31,19 | Mateusz Garniewicz Malta-Ski Poznań | 1:31,40 | Michał Kłusak AZS Zakopane           | 1:31,65 |

### Kobiety
| Konkurencja   | Złoto                                       | Wynik   | Srebro                                      | Wynik   | Brąz                                      | Wynik   |
| ------------- | ------------------------------------------- | ------- | ------------------------------------------- | ------- | ----------------------------------------- | ------- |
| Slalom gigant | Katarzyna Karasińska Eskulap Jelenia Góra   | 1:26.84 | Aleksandra Kluś-Zamiedzowy AZS-AWF Katowice | 1:27.24 | Maryna Gąsienica-Daniel Śmig Zakopane     | 1:28.52 |
| Slalom        | Aleksandra Kluś-Zamiedzowy AZS-AWF Katowice | 1:40.85 | Katarzyna Karasińska Eskulap Jelenia Góra   | 1:41.43 | Maryna Gąsienica-Daniel Śmig Zakopane     | 1:42.51 |
| Supergigant   | Aleksandra Kluś-Zamiedzowy AZS-AWF Katowice | 53,49   | Maryna Gąsienica-Daniel Śmig Zakopane       | 53,71   | Katarzyna Karasińska Eskulap Jelenia Góra | 54,11   |
| Kombinacja    | Aleksandra Kluś-Zamiedzowy AZS-AWF Katowice | 1:33,38 | Katarzyna Karasińska Eskulap Jelenia Góra   | 1:34,26 | Sabina Majerczyk SPSZ Nowy Targ           | 1:35,03 |